# Vernor Vinge
Vernor Vinge (Waukesha, Wisconsin; 2 de octubre de 1944-La Jolla, 20 de marzo de 2024) fue un matemático, teórico de la computación, profesor universitario y escritor estadounidense.

## Biografía
Aficionado a la literatura desde su niñez, comenzó como escritor amateur en 1965 publicando esporádicamente relatos principalmente en Analog. El gran éxito de sus novelas de la serie de las Burbujas, La guerra de la paz y Naufragio en tiempo real le situó entre los escritores más populares del momento.
Pero su verdadero triunfo llega con su siguiente novela Un fuego sobre el abismo, éxito de público y crítica con la que consigue su primer Hugo tras cuatro nominaciones. Premio que se repite con Un abismo en el cielo en 2000 y  con Al final del arcoiris el año 2007. También ha recibido el Premio Hugo por novela corta en 2002 Tiempos nuevos en Fairmont High y en 2004 por El monstruo de las galletas.
Fue uno de los representantes actuales de la ciencia ficción dura, a la que ha aportado algunas de las ideas más originales e innovadoras de los últimos tiempos.
Fuera de los círculos literarios de la ciencia ficción, fue famoso por su idea de la singularidad tecnológica según la cual la creación de inteligencias artificiales de capacidades mayores a la humana, que a su vez producirían inteligencias aún mayores y así sucesivamente, conduciría a una «singularidad» en el desarrollo, un punto de inflexión de crecimiento tecnológico exponencial, con consecuencias inimaginables y a partir del cual es imposible especular sobre nuestro futuro.

## Obras
Serie Las burbujas
- 1984, La guerra de la paz
- 1986, Naufragio en el tiempo real
- 1991, A través del tiempo real (Contiene las novelas La guerra de la paz y Naufragio en tiempo real, así como la novela corta inédita El ingobierno).

Serie Queng Ho
- 1992, Un fuego sobre el abismo
- 1999, Un abismo en el cielo
- 2011, The Children of the Sky

### Otras novelas
- 2007, Al final del arco iris

## Premios
- 1986, Premio Prometheus
- 1993, 2000, 2002 (novela corta), 2004 (novela corta) y 2007, Premio Hugo[4]